# Deutsche Telekom
A Deutsche Telekom é a maior companhia de telecomunicações da Alemanha e da União Europeia.
Nasceu em 1995, fruto da privatização da Deutsche Bundespost. Mesmo assim, o governo alemão ainda possui 15% das suas acções, além de outros 17% através do grupo do banco do governo KfW.

## História
A Deutsche Bundespost foi a administração postal do governo federal alemão criada em 1947 como sucessora do Reichspost. Foi também a maior empresa telefônica da Alemanha Ocidental.
Em 1 de julho de 1989, como parte de uma reforma dos correios, a Deutsche Bundespost foi dividida em três entidades, sendo uma delas a Deutsche Telekom. Em 1 de janeiro de 1995, como parte de outra reforma, a Deutsche Bundespost Telekom tornou-se Deutsche Telekom AG, e foi privatizada em 1996. Como tal, partilha uma herança comum com as outras empresas privatizadas do Deutsche Bundespost, Deutsche Post (DHL) e Deutsche Postbank.
A Deutsche Telekom foi o provedor de serviços de Internet monopolista da Alemanha até sua privatização em 1995, e o dominante depois disso. Até o início do século XXI, a Deutsche Telekom controlava quase todo o acesso à Internet por indivíduos e pequenas empresas na Alemanha, pois foi uma das primeiras unidades de telecomunicações alemãs.
Em 6 de dezembro de 2001, a Deutsche Telekom tornou-se o primeiro parceiro oficial da Copa do Mundo FIFA de 2006.
Em 1º de janeiro de 2005, a Deutsche Telekom implementou uma nova estrutura empresarial. As duas unidades de negócios organizacionais da T-Com e da T-Online foram fundidas na unidade de negócios estratégica Broadband/Fixed Network (BBFN) (a T-Online se fundiu com a controladora Deutsche Telekom em 2006). Ela fornece cerca de 40 milhões de linhas de banda estreita, mais de 9 milhões de linhas de banda larga e tem 14 milhões de clientes registrados de Internet.
Em 2008, a estrutura foi alterada novamente. A T-Online foi separada da Deutsche Telekom e fundida com a T-Com para formar a nova unidade T-Home. Em setembro de 2010, a controladora da Orange, France Télécom, e a controladora da T-Mobile, Deutsche Telekom, fundiram suas operações no Reino Unido para criar a maior rede móvel da Grã-Bretanha, a EE.
Em abril de 2010, a T-Mobile foi fundida com a T-Home para formar a Telekom Deutschland GmbH. Esta unidade agora lida com todos os produtos e serviços destinados a clientes privados. Em outubro de 2012, a Deutsche Telekom e a Orange criaram uma joint venture de 50-50% chamada BuyIn para reagrupar suas operações de aquisição e se beneficiar de economias de escala.
Em abril de 2013, a T-Mobile US e a MetroPCS fundiram suas operações nos Estados Unidos. Em fevereiro de 2014, a Deutsche Telekom adquiriu as partes restantes de sua divisão T-Mobile Czech Republic por cerca de € 800 milhões. O tamanho da participação restante foi numerado em 40%.
Em dezembro de 2014, foi anunciado que a Deutsche Telekom estava em negociações com o BT Group sobre a aquisição da EE, e parte do acordo era fornecer à Deutsche Telekom uma participação de 12% e um assento no conselho do BT Group após a conclusão. O BT Group anunciou um acordo em fevereiro de 2015 para adquirir a EE por £ 12,5 bilhões e recebeu aprovação regulatória da Competition and Markets Authority em 15 de janeiro de 2016. A transação foi concluída em 29 de janeiro de 2016.
Em meio a preocupações sobre o envolvimento chinês em redes sem fio 5G na Europa, a Deutsche Telekom suspendeu temporariamente todos os negócios para comprar equipamentos de rede 5G em 2019, enquanto aguardava a resolução de um debate na Alemanha sobre se deveria proibir o fornecedor chinês Huawei por motivos de segurança.
Em 1º de abril de 2020, a Sprint concluiu a fusão com a T-Mobile US, tornando a T-Mobile US a proprietária da Sprint e se tornando sua subsidiária até que a marca Sprint seja eliminada. A fusão também levou o SoftBank Group, o então proprietário da Sprint, a deter até 24% das ações da New T-Mobile, enquanto a Deutsche Telekom detém até 43% de suas ações. Os 33% restantes são detidos por acionistas públicos.
Em setembro de 2021, a Deutsche Telekom vendeu a T-Mobile Netherlands por 5,1 mil milhões de euros às empresas de investimento Apax Partners e Warburg Pincus.
Em setembro de 2022, a Deutsche Telekom está expandindo suas atividades no campo da tecnologia blockchain.  A subsidiária da DT, T-Systems Multimedia Solutions, fornece à Rede Ethereum infraestrutura na forma de nós de validação.

## Operações

Países em que a Deutsche Telekom atuava em 2022.

A Deutsche Telekom também detém ações substanciais em outras empresas de telecomunicações, incluindo as subsidiárias da Europa Central: Slovak Telekom (Eslováquia) e Magyar Telekom (Hungria). Além disso, a Magyar Telekom detém ações majoritárias na Makedonski Telekom (Macedônia do Norte), e a Hrvatski Telekom (Croácia) detém ações majoritárias na Crnogorski Telekom (Montenegro).
A DT também detém ações na operadora de telecomunicações helênica OTE, que também possui ações em várias outras empresas como a Telekom Romania e a varejista de TI&C Germanos. A Deutsche Telekom também opera uma divisão de atacado chamada International Carrier Sales & Solutions (ICSS) que fornece soluções de voz e dados de marca branca para grandes operadoras, incluindo a T-Mobile.  A OTE tinha ações na One Telecommunications operando na Albânia. Antes de sua venda, era conhecida como Telekom Albania usando o logotipo e as estratégias de marketing da DT.
A operação de empresas telefônicas envolve software de faturamento ou "BSS". O faturamento da T-Mobile da Deutsche Telekom foi realizado em sistemas de backend israelenses até 2014, quando a Ericsson foi selecionada para substituir o backend israelense.
| País                 | Empresa                                            | Participação detida pela Deutsche Telekom      |
| -------------------- | -------------------------------------------------- | ---------------------------------------------- |
| Áustria              | Magenta Telecom                                    | 100%                                           |
| Bósnia e Herzegovina | HT Eronet (JP Hrvatske telekomunikacije dd Mostar) | 39,1% das ações detidas pela Hrvatski Telekom  |
| Croácia              | Hrvatski Telekom dd                                | 52,2%                                          |
| República Checa      | T-Mobile República Tcheca                          | 100%                                           |
| Alemanha             | Telekom Deutschland GmbH                           | 100%                                           |
| Grécia               | OTE (Organização Helênica de Telecomunicações SA)  | 52,5%                                          |
| Grécia               | Cosmote (Cosmote Telecomunicações Móveis SA)       | 100,00% das ações detidas pela OTE             |
| Hungria              | Magyar Telekom Nyrt.                               | 59,21%                                         |
| Montenegro           | Crnogorski Telekom AD                              | 76,53% das ações detidas pela Hrvatski Telekom |
| Macedônia do Norte   | Makedonski Telekom AD                              | 51% das ações detidas pela Magyar Telekom      |
| Polônia              | T-Mobile Polônia SA                                | 100%                                           |
| Romênia              | Telekom Romania Comunicações Móveis SA             | 100% das ações detidas pela OTE                |
| Eslováquia           | Slovak Telekom                                     | 100%                                           |
| Estados Unidos       | T-Mobile US, Inc.                                  | 51,4%                                          |

### T-Sistemas T
A T-Systems vende produtos e serviços em todo o mundo para clientes empresariais de médio a muito grande porte. O foco está no marketing de serviços complexos e soluções industriais.

### Operadora Global Deutsche Telekom
Deutsche Telekom Global Carrier era anteriormente conhecida como Deutsche Telekom International Sales and Solutions. É um braço atacadista internacional da Deutsche Telekom. Os produtos incluem terminação de voz, Ethernet, IP-Transit, Mobile e Roaming, bem como acesso à Internet a bordo para a indústria da aviação. Ela opera uma rede Tier-1.

### Rede Europeia de Aviação
Junto com a Inmarsat e a Nokia, a Deutsche Telekom desenvolve uma rede híbrida para acesso mais rápido à internet a bordo dos aviões na Europa. É uma combinação de transmissão de dados via Inmarsat Satellite e estações terrestres LTE da Deutsche Telekom por todo o continente europeu.